# 755 Quintilla
755 Quintilla

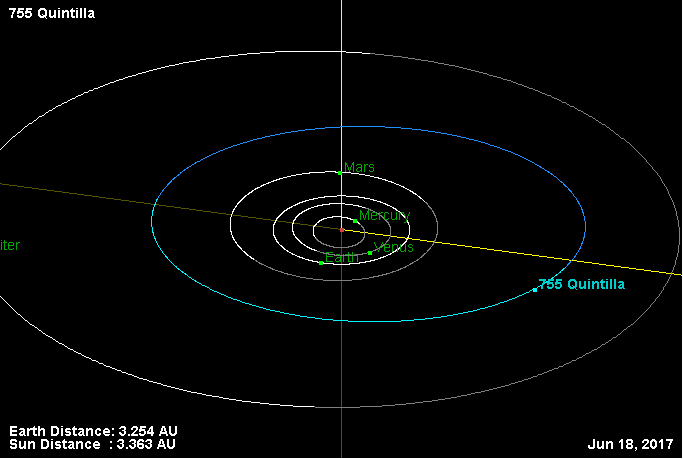
Quỹ đạo của 755 Quintilla và vị trí của 755 Quintilla vào ngày 18/6/2017

755 Quintilla là một tiểu hành tinh ở vành đai chính. Nó được Joel Hastings Metcalf phát hiện ngày 6.4.1908 ở Taunton, Massachusetts, và được đặt theo tên Quintilla, tên họ của phụ nữ Ý, tên được chọn vì từ trước tới nay chưa có tiểu hành tinh nào mang tên khởi đầu bằng chữ Q.